# Grindmode
Grindmode è un singolo del rapper statunitense YG, pubblicato il 2 giugno 2012 su etichetta Def Jam.

## Tracce
1. Grindmode – 4:16